# Alan Walker
Alan Olav Walker (sinh ngày 24 tháng 8 năm 1997), thường được biết đến với nghệ danh Alan Walker, là một nam DJ, nhạc sĩ kiêm nhà sản xuất thu âm người Na Uy gốc Anh.
Vào năm 2015, Alan bắt đầu trở nên nổi tiếng trên phạm vi quốc tế sau khi phát hành đĩa đơn "Faded" và nhận được chứng nhận bạch kim tại 14 quốc gia.
Tính đến 3/2/2025, kênh YouTube của anh có 46,4 triệu người đăng ký và 15.147.549.396 lượt xem, anh là nhạc sĩ EDM có lượt subscribe đứng thứ 2 trong số các nhạc sĩ EDM trên thế giới. (Sau Marshmello với 57,6 triệu người đăng ký và 16.389.217.605 lượt xem).

## Thời thơ ấu
Alan Walker là con trai của Hilde Omdal Walker, người Na Uy và Philip Alan Walker, người Anh. Khi sinh ra, anh mang hai dòng máu Na Uy và Anh Quốc. Năm 2 tuổi, anh chuyển đến Bergen, Na Uy cùng với gia đình. Walker có ba anh chị em, một chị gái, Camilla, sinh ra ở Anh và một em trai, Andreas, sinh ra ở Na Uy.
Lớn lên trong kỷ nguyên kỹ thuật số, Walker nhận thấy sự quan tâm sớm của mình đối với máy tính, sau này trở thành niềm đam mê lập trình và thiết kế đồ họa. Ban đầu, anh không có nền tảng âm nhạc; tuy nhiên, sau đó anh đã tự học bằng cách xem những video hướng dẫn trên YouTube để tự sản xuất nhạc.

## Sự nghiệp

### 2012-2016: Khởi đầu sự nghiệp và nổi tiếng
Vào năm 2012, Walker đã nghe một bài hát của DJ người Ý David Whistle (còn được gọi là DJ Ness) và tìm đến anh để học hỏi cách làm nhạc. Anh được truyền cảm hứng từ K-391, Ahrix, Hans Zimmer và Steve Jablonsky. Anh bắt đầu tự sản xuất nhạc của mình trên máy tính xách tay bằng phần mềm FL Studio. Vào tháng 7 năm 2012, anh bắt đầu theo đuổi sự nghiệp sản xuất âm nhạc của mình và từ từ đăng nhạc của mình lên YouTube và SoundCloud. Bắt đầu là một nhà sản xuất âm nhạc, anh được biết đến nhiều hơn với tên DJ Walkzz trước khi ký hợp đồng thu âm và phát hành đĩa đơn đầu tay vào năm 2014.
Walker phát hành ca khúc "Faded" vào ngày 4 tháng 12 năm 2015. Ca khúc đã nhận được sự chú ý sau khi phát hành lại thông qua hãng thu âm NoCopyrightSounds vào ngày 19 tháng 12 năm 2015. Walker nói rằng rằng việc sản xuất đĩa đơn được lấy cảm hứng từ K-391 và Ahrix, người có bản nhạc cũng được hãng thu âm chọn. Đĩa đơn có hơn 400 triệu lượt xem trên YouTube, 115 triệu lượt nghe trên Spotify và 41 triệu lượt nghe trên SoundCloud. Các bài hát "Spectre" và "Force" lần lượt được ra mắt vào năm 2015.
Walker đã ký hợp đồng với MER Musikk thuộc Sony Music Thụy Điển và phát hành đĩa đơn tiếp theo của anh, "Faded", một phiên bản có giọng hát được làm lại của "Fade". Ca khúc được phát hành vào ngày 4 tháng 12 năm 2015 và có sự góp mặt của ca sĩ nhạc pop Iselin Solheim. Đĩa đơn đứng đầu bảng xếp hạng cuối năm ở Áo, Đức, Thụy Sĩ và Thụy Điển, bảng xếp hạng iTunes tại 33 quốc gia, cũng như lọt vào top 10 trong Bảng xếp hạng Spotify toàn cầu. Video âm nhạc trên YouTube có hơn 3 tỷ lượt xem và 24 triệu lượt thích, trở thành 1 trong số 10 video có nhiều lượt thích nhất trên YouTube. Bài hát có hơn 1,1 tỷ lượt nghe trên Spotify.
Walker kết thúc việc học vào tháng 1 năm 2016 để theo đuổi sự nghiệp âm nhạc của mình. Vào ngày 27 tháng 2 năm 2016, Walker có màn trình diễn đầu tiên tại Winter X Games ở Oslo, nơi anh biểu diễn 15 bài hát trong đó có "Faded" cùng với Iselin Solheim. Đến tháng 3, Walker đã sản xuất tổng cộng từ 30 đến 40 bài hát, nhưng "Faded" đánh dấu là đĩa đơn đầu tiên của anh với Sony Music Thụy Điển và là bài hát đầu tiên đạt được thành công toàn cầu như vậy. Vào ngày 7 tháng 4 năm 2016, Walker hợp tác với ca sĩ người Thụy Điển Zara Larsson tại lễ trao giải Echo ở Đức. Họ cùng nhau biểu diễn các bài hát "Faded" và "Never Forget You" của nhau. Bốn tuần trước, lần đầu tiên anh đạt được vị trí đầu tiên trên NRJ Euro Hot 30, điều này chỉ đạt được bởi một DJ người Na Uy khác, Kygo.
Đĩa đơn "Sing Me to Sleep" được phát hành vào ngày 3 tháng 6 năm 2016, với sự góp giọng của nữ ca sĩ Iselin Solheim, là giọng ca trong "Faded". Bài hát đứng đầu bảng xếp hạng iTunes tại 7 quốc gia. Video âm nhạc trên YouTube có hơn 570 triệu lượt xem, và cũng đạt 250 triệu lượt nghe trên Spotify.
Đĩa đơn "Alone" được phát hành vào ngày 2 tháng 12, với sự góp mặt của ca sĩ người Thụy Điển Noonie Bao. Video âm nhạc trên YouTube có hơn 1 tỷ lượt xem, bản nhạc cũng đã đạt được hơn 390 triệu lượt nghe trên Spotify. Bài hát được mô tả là sản phẩm cuối cùng của bộ ba bao gồm "Faded", "Sing Me To Sleep" và "Alone".
Vào ngày 21 và 22 tháng 12, Walker tổ chức buổi hòa nhạc "Alan Walker is Heading Home" tại quê nhà của anh tại USF Verftet, tại đây anh biểu diễn 16 bài hát hát cùng với Angelina Jordan, Marius Samuelsen, Alexandra Rotan, Yosef Wolde-Mariam và Tove Styrke. Buổi hòa nhạc chính thức được phát trực tiếp trên YouTube. Anh đã công chiếu một số ca khúc chưa được phát hành, bao gồm cả phiên bản mới của "Sing Me to Sleep", "Heading Home", về sau được trình diễn lần đầu tiên tại Winter X Games. Bài hát "The Spectre", phiên bản làm lại của bài hát "Spectre" trước đó của anh, cũng được trình diễn trong buổi hòa nhạc này.
Vào ngày 23 tháng 12, Walker phát hành video âm nhạc cho "Routine", được công chiếu trong buổi hòa nhạc của anh ở Bergen hai ngày trước đó và một số buổi hòa nhạc trong "Walker Tour". Ca khúc có sự hợp tác của David Whistle. Video âm nhạc của ca khúc này trên YouTube có hơn 58 triệu lượt xem và 47 triệu lượt nghe trên Spotify.

### 2017-nay: Different World và các hoạt động khác
Vào đầu năm 2017, kênh YouTube của Walker trở thành kênh có nhiều lượt đăng ký nhất ở Na Uy, sau khi đạt khoảng 4,5 triệu người đăng ký và có nhiều lượt xem nhất trong số các YouTuber của Na Uy với khoảng 7,7 tỷ lượt xem vào ngày 25 tháng 1 năm 2020.
Vào ngày 7 tháng 4 năm 2017, Walker phát hành phiên bản acoustic của "Ignite", trong đó có sự góp mặt của nhà sản xuất âm nhạc và nhạc sĩ người Na Uy K-391. Bài hát được phát hành dưới dạng quảng cáo ra mắt điện thoại thông minh Sony Xperia XZ.
Vào ngày 19 tháng 5 năm 2017, Walker phát hành bài hát đầu tiên của mình với một giọng ca nam, là ca sĩ người Ireland Gavin James có tựa đề "Tired". Video âm nhạc trên YouTube có hơn 136 triệu lượt xem.
Vào ngày 9 tháng 6 năm 2017, ca khúc hợp tác giữa anh với Dane Alex Skrindo, "Sky", được phát hành trong phần tổng hợp Insomniac Records Presents: EDC Las Vegas 2017. Video âm nhạc trên YouTube có hơn 58 triệu lượt xem.
Vào ngày 15 tháng 9 năm 2017, anh phát hành "The Spectre", phiên bản cải tiến hơn của đĩa đơn "Spectre" năm 2015. Video âm nhạc của đĩa đơn chứa các cảnh quay trong các buổi hòa nhạc của anh, cùng với một nhóm vũ công mặc áo liền quần màu trắng và đội mũ bảo hiểm màu đen. Video hiện có hơn 900 triệu lượt xem.
Vào ngày 27 tháng 10 năm 2017, Walker phát hành bài hát "All Fall Down", trong đó có sự góp mặt của ca sĩ người Mỹ Noah Cyrus và DJ người Anh Digital Farm Animal (Juliander). Video âm nhạc trên YouTube có hơn 196 triệu xem.
Tại chương trình Ultra Music Festival Miami 2018 của mình, Walker cùng với DJ Hà Lan Armin van Buuren ra mắt "Slow Lane", ca khúc hợp tác mới của họ. Tuy nhiên, bản thu âm cuối cùng không được xuất hiện trong album của anh và đến tháng 3 năm 2019 vẫn chưa được phát hành. Vào tháng 4, anh đã biểu diễn tại Coachella 2018.
Vào ngày 11 tháng 5 năm 2018, Walker và nhà sản xuất âm nhạc Na Uy K-391 (Kenneth Nilsen) đã phát hành phiên bản giọng hát "Ignite", trong đó có ca sĩ người Na Uy Julie Bergan và ca sĩ người Hàn Quốc Seungri. Video âm nhạc được phát hành vào ngày 12 tháng 5 năm 2018 trên kênh YouTube của K-391 vì Nilsen là nghệ sĩ chính của đĩa đơn này. Video âm nhạc trên YouTube có hơn 312 triệu lượt xem. Vào ngày 27 tháng 7 năm 2018, anh phát hành "Darkside", với Au/Ra và ca sĩ người Na Uy Tomine Harket, con gái của Morten Harket. Vào ngày 21 tháng 8 năm 2018, anh ấy đã phát hành bản khởi đầu lại loạt vlog 'Unmasked' của mình. Vào ngày 30 tháng 8 năm 2018, anh phát hành bản phối lại "Sheep" của thành viên EXO Lay. Vào ngày 28 tháng 9 năm 2018, anh phát hành đĩa đơn "Diamond Heart" kết hợp với Sophia Somajo.
Vào ngày 30 tháng 11 năm 2018, anh phát hành đĩa đơn "Different World" từ album phòng thu đầu tay cùng tên. Album được phát hành vào ngày 14 tháng 12 năm 2018. Album có các bài hát mới: Lost Control (hợp tác với Sorana), I Don't Wanna Go (hợp tác với Julie Bergan), Lily (hợp tác với K-391 và Emelie Hollow), Lonely (kết hợp với Steve Aoki, ISAK và Omar Noir), và Do It All For You (hợp tác với Trevor Guthrie).
Vào ngày 22 tháng 2 năm 2019, Walker phát hành đĩa đơn "Are You Lonely", với DJ người Mỹ Steve Aoki và ISAK. Nó là bản phối lại của bài hát gốc "Lonely" trong album đầu tay Different World. Vào ngày 21 tháng 3 năm 2019, Walker đã phát hành đĩa đơn "On My Way" hợp tác với PUBG, với Sabrina Carpenter và Farruko để kỷ niệm một năm của trò chơi, đó là bài hát chủ đề của sự kiện. Video âm nhạc trên YouTube có hơn 272 triệu lượt xem.
Vào ngày 25 tháng 7 năm 2019, Alan Walker phát hành đĩa đơn mới "Live Fast" kết hợp với A $ AP Rocky phối hợp với PUBG Mobile.
Vào ngày 30 tháng 8 năm 2019, Alan Walker đã ra mắt đĩa đơn mới "Play" với K-391, Tungevaag và Mangoo. 2 ngày sau, họ đã công bố một cuộc thi phối lại với Liquid State cho tất cả các nhà sản xuất âm nhạc trên toàn thế giới để phối lại bản nhạc và tải lên YouTube bằng cách sử dụng hashtag #PRESSPLAY mà họ mang đến cho người chiến thắng trong thời gian ở studio với Alan Walker và bạn bè của anh.
Vào ngày 17 tháng 10 năm 2019, Alan Walker phát hành đĩa đơn mới "Ghost" với Au/Ra. Bài hát xuất hiện trong album Death Stranding: Timefall, dựa trên trò chơi video năm 2019 của Hideo Kojima, Death Stranding. Au/Ra là nghệ sĩ chính của bài hát này.
Vào ngày 1 tháng 11 năm 2019, Walker đã phát hành đĩa đơn mới "Avem (The Aviation Theme)", bắt đầu Aviation Tour và ra mắt trò chơi di động Aviation. Bài hát này là bản làm lại của "Norwegian Sunset", bài hát chủ đề trong bộ phim nổi tiếng của Na Uy những năm 1970 Flåklypa Grand Prix.
Vào ngày 27 tháng 12 năm 2019, Alan Walker phát hành đĩa đơn mới mang tên "Alone, Pt. II" kết hợp với Ava Max. Bài hát này là phần tiếp theo của hit, "Alone" và là phần tiếp theo của video "On My Way". Video âm nhạc trên YouTube có hơn 200 triệu lượt xem.
Vào ngày 6 tháng 3 năm 2020, Alan Walker cùng với K-391 và Ahrix đã phát hành đĩa đơn mới mang tên "End of Time". Bài hát này là phiên bản mới của "Nova" của Ahrix.
Vào ngày 1 tháng 4 năm 2020, Alan phát hành một bài hát có tên "Heading Home" với Ruben, trong đó video âm nhạc là phần cuối của bộ ba "On My Way" và "Alone, Pt. II". Trên các dịch vụ phát trực tuyến, anh ấy cũng đã chèn "title_home_demo2016.wav", đây là phiên bản cũ hơn của bài hát mà anh đã làm trước vào năm 2016.
Vào ngày 15 tháng 5 năm 2020, Walker phát hành bản phối lại của "Time", một bài hát từ nhạc phim của Inception năm 2010 do Hans Zimmer sáng tác. Cả phiên bản thường và phiên bản mở rộng đều được phát hành.
Vào ngày 11 tháng 12 năm 2020, Alan Walker cùng với VIZE phát hành bài hát "Space Melody", Leony là ca sĩ chính của bài hát này. MV chính thức của bài hát này ra mắt vào ngày 18 tháng 12 năm 2020.
Ngày 29 tháng 1 năm 2021, anh cùng với ISÁK phát hành bài hát "Sorry" trên kênh YouTube chính thức của mình.
Ngày 3 tháng 3 năm 2021, anh hợp tác với salem ilese phát hành bài hát "Fake A Smile". Video đạt 10 triệu view chỉ sau 1 tuần công chiếu.
Ngày 19 tháng 3 năm 2021, Alan Walker đã công chiếu bản remix của R3HAB về bài hát "Fake A Smile" trên YouTube. Video có hơn 752 nghìn lượt xem.
Vào lúc 19h00 ngày 2 tháng 4 năm 2021, Alan Walker đã công chiếu bản phối lại của bài hát "Dead Girl!" của Au/Ra. Video có hơn 333 nghìn lượt xem sau 13 giờ công chiếu.
Alan Walker có một trang web cộng đồng là w41k3r.com dành cho fan của Alan Walker (hay còn gọi là Walkers) nhưng không được tiết lộ.
Alan Walker đã tạo một chương mới có tên là Walker Gaming với lời giới thiệu như sau:
" Walkers, I wanna take it back to the beginning: Gaming. I have loved playing games for as long as I can remmber. Now I want to create a place for us to play and create together."
Ngày 14 tháng 5 năm 2021, Alan Walker đã công chiếu bài hát Believers, hợp tác với Conor Maynard.
Vào ngày 27 tháng 8 năm 2021, Alan Walker đã phát hành bài hát "Don't You Hold Me Down", hợp tác cùng ca sĩ Georgia Ku.

## Hình ảnh nghệ thuật
Walker ban đầu được gọi là "DJ Walkzz" hoặc "Walkzz" khi anh mới bắt đầu sự nghiệp. Cuối cùng, anh sử dụng tên thật của mình, Alan Walker làm nghệ danh của mình sau khi ký hợp đồng với một hãng thu âm. Anh đã tự thiết kế logo của mình vào năm 2013, một biểu tượng bao gồm hai chữ cái "A" và "W" là chữ cái đầu trong tên của anh. Anh thường mặc áo hoodie và đeo mặt nạ khi biểu diễn trên sân khấu.
Trong một cuộc phỏng vấn vào đầu tháng 12 năm 2016 khi Walker đến biểu diễn tại Việt Nam, anh giải thích tại sao lại hay đeo mặt nạ:
| “ | "Tôi và ekip muốn tìm một cái gì đó bí ẩn hơn, nên chúng tôi quyết định bịt mặt. Dù gì thì những thứ bí ẩn luôn lôi cuốn người khác". | ” |

## Danh sách đĩa nhạc
- Different World (2018)
- World of Walker (2021)
- Walkerverse Pt. I & II (2022)
- Walkerworld (2023)
- Walkerworld 2.0 (2025)

## Lưu diễn
Là nghệ sĩ chính
- Walker Tour (2016–2018)
- The World of Walker Tour (2018)
- Different World Tour (2018–2019)[6]
- Aviation Tour (2019)[7]
- Walkerverse: The Tour (2022–2023)

Hỗ trợ
- Rihanna – Anti World Tour (2016)[8]
- Justin Bieber – Purpose World Tour (2017)[9]
- Martin Garrix – Thursdays at Ushuaïa[10]